# GAIS är allt!
GAIS är allt! är ett samlingsalbum med samtliga Gais-låtar som Attentat spelat in. Låtarna bygger på läktarsånger/melodier och nyinspelade tidigare Attentat-låtar med nya fotbollstexter.     
Några av dem spelas vid Gais hemmamatcher.

## Låtarna på albumet
1. Idag är det Gais 2.03
2. Gårdakvarnen 2.10
3. Blott ett lag 2.15
4. Heja, heja Grönsvart 3.18
5. Du gröna, du svarta 1.52
6. Här är gaisarna 3.11
7. Underbart att vara gaisare 2.16
8. Va va du 78? 2.48
9. Kvarnen brinner 2.57
10. Nu kommer dom 1.58
11. Flaggorna vajar 6.03

## Medverkande
Mats Jönsson, Magnus Rydman, Cristian Odin, Peter Björklund, Dennis Staaf, Tomas Andersson och Paul Schöning. Dessutom deltar Gunnar Frick på spår 11.  